# Floyd Mayweather, Sr.
Floyd Joy Mayweather Sr., född 19 oktober 1952, är en amerikansk boxningstränare och före detta professionell boxare som tävlade från 1973 till 1990. Mayweather Sr. tävlade i weltervikt under 1970- och 1980-talen och var känd för sina defensiva förmågor och övergripande kunskap om boxningsstrategi. Han är far och tidigare tränare till Floyd Mayweather Jr.

## Boxningskarriär
Mayweather Sr:s boxningsrekord var 28–6–1 (18 TKOs), och han vann US Championship Tournament 1977 mot Miguel Barreto.  Han bröt handen och slogs ut i en kamp mot Sugar Ray Leonard 1978.  Fyra månader senare sköts han i benet i en familjekonflikt som praktiskt taget avslutade hans karriär. 